# Не время для орехов
«Не вре́мя для оре́хов» (англ. No Time for Nuts) — короткометражный мультфильм студии Blue Sky, главным героем которого становится белка по имени Скрат. Данный мультфильм транслировался в кинотеатрах перед показом полнометражного фильма «Ледниковый период 2: Глобальное потепление». В 2007 году мультфильм был номинирован на премию Оскар за лучший анимационный короткометражный фильм.

## История создания
Мультфильм создавался как дополнительный материал для DVD-издания второго «Ледникового периода». Сценаристы Blue Sky Studios рассматривали различные идеи, включая короткометражку про опоссумов Крэша и Эдди, но остановились на истории про путешествия Скрата во времени, предложенной Крисом Рено. Он хотел рассказать историю, которая была бы неожиданной, но в то же время отвечала основным чертам Скрата. Создание короткометражки заняло у авторов восемь месяцев, во время которых они также заканчивали работу над «Глобальным потеплением» и переходили к «Хортону». Работа была закончена в июне 2006 года, и через несколько месяцев после премьеры, неожиданно для авторов, мультфильм был номинирован на премию «Оскар» за лучший анимационный короткометражный фильм.

## Сюжет
Скрат, бегающий в поисках места для своего жёлудя, замечает в сугробе светящийся предмет и выкапывает футуристическую машину времени. Подо льдом виден человеческий скелет в белом халате и очках. Скрат нечаянно запускает машину, и его с жёлудем переносит в Средневековье. При переносе жёлудь застревает между двумя камнями. Скрат видит неподалёку меч, воткнутый в камень. Он вытаскивает его, чем вызывает агрессию лучников. Спасаясь от стрел, он прибегает к машине и переносится на арену в Древнем Риме. Стремясь добраться до жёлудя, он не замечает ни соревнования колесниц, ни выпущенного на арену льва. От него герой спасается, попадая на айсберг за несколько секунд до крушения «Титаника»; далее, попав в первую часть мультфильма, он сражается с самим собой за жёлудь. В поисках жёлудя Скрат переносится в опасные ситуации, в которых был бы убит, если бы не активировал машину времени: на стартовую площадку ракеты, в эксперимент Франклина с воздушным змеем, на путях перед поездом, на взрыв атомной бомбы, в ювелирный магазин, в раздевалку, во времена Великой французской революции (где он появляется под лезвием гильотины) и в передней части паха Микеланджеловского Давида (ему довольно неловко).
Наконец, Скрат оказывается в парке и видит большой дуб с множеством желудей. Свой жёлудь он выбрасывает. Чтобы машина времени не отправила его в путешествие, он ломает её. Однако оказывается, что дуб представляет собой памятник, стоящий на зелёном уголке посреди футуристического мира. Зритель видит табличку «Here Stood the Last Oak Tree» (рус. Здесь стоял последний дуб). Тем временем повреждённая машина времени срабатывает в последний раз и отправляет жёлудь в очередное путешествие по времени. Скрат, застряв в будущем, разочарованно кричит.